# Travis Takahashi
Travis Takahashi (japanisch 鷹啄 トラビス Takahashi Travis; * 17. September 2001 in der Präfektur Ibaraki) ist ein japanischer Fußballspieler.

## Karriere
Travis Takahashi erlernte das Fußballspielen in der Mannschaft der Verdy SS Resci und der Funabashi Municipal High School sowie in der Universitätsmannschaft der Komazawa-Universität. Seinen ersten Vertrag unterschrieb er am 1. Februar 2024 beim FC Tiamo Hirakata. Der Verein aus Hirakata spielte in der vierten japanischen Liga, der Japan Football League. Hier absolvierte er 26 Ligaspiele. Nach einer Spielzeit wechselte er im Januar 2025 nach Mito zum Zweitligisten Mito Hollyhock. Sein Zweitligadebüt gab Travis Takahashi am 23. Februar 2025 (2. Spieltag) im Heimspiel gegen Montedio Yamagata. Bei dem 1:0-Heimerfolg wurde er in der 86. Minute für Takumi Tsukui eingewechselt.